# Saint-Jean-sur-Mayenne
Saint-Jean-sur-Mayenne és un municipi francès situat al departament de Mayenne i a la regió de País del Loira. L'any 2007 tenia 1.389 habitants.

## Demografia

### Població
El 2007 la població de fet de Saint-Jean-sur-Mayenne era de 1.389 persones. Hi havia 491 famílies de les quals 86 eren unipersonals (39 homes vivint sols i 47 dones vivint soles), 149 parelles sense fills, 248 parelles amb fills i 8 famílies monoparentals amb fills.
La població ha evolucionat segons el següent gràfic:
Habitants censats

### Habitatges
El 2007 hi havia 557 habitatges, 492 eren l'habitatge principal de la família, 37 eren segones residències i 28 estaven desocupats. 541 eren cases i 17 eren apartaments. Dels 492 habitatges principals, 403 estaven ocupats pels seus propietaris, 85 estaven llogats i ocupats pels llogaters i 5 estaven cedits a títol gratuït; 4 tenien una cambra, 16 en tenien dues, 61 en tenien tres, 101 en tenien quatre i 311 en tenien cinc o més. 372 habitatges disposaven pel capbaix d'una plaça de pàrquing. A 164 habitatges hi havia un automòbil i a 305 n'hi havia dos o més.

### Piràmide de població
La piràmide de població per edats i sexe el 2009 era:
| Homes | Edats   | Dones |
| ----- | ------- | ----- |
| 0     | 95 o +  | 0     |
| 8     | 90 a 94 | 0     |
| 4     | 85 a 89 | 4     |
| 0     | 80 a 84 | 0     |
| 16    | 75 a 79 | 16    |
| 12    | 70 a 74 | 20    |
| 36    | 65 a 69 | 24    |
| 20    | 60 a 64 | 16    |
| 16    | 55 a 59 | 12    |
| 44    | 50 a 54 | 32    |
| 52    | 45 a 49 | 52    |
| 52    | 40 a 44 | 68    |
| 60    | 35 a 39 | 60    |
| 56    | 30 a 34 | 36    |
| 20    | 25 a 29 | 32    |
| 40    | 20 a 24 | 12    |
| 60    | 15 a 19 | 52    |
| 52    | 10 a 14 | 60    |
| 56    | 5 a 9   | 32    |
| 32    | 0 a 4   | 44    |

## Economia
El 2007 la població en edat de treballar era de 905 persones, 725 eren actives i 180 eren inactives. De les 725 persones actives 702 estaven ocupades (372 homes i 330 dones) i 24 estaven aturades (9 homes i 15 dones). De les 180 persones inactives 60 estaven jubilades, 88 estaven estudiant i 32 estaven classificades com a «altres inactius».

### Ingressos
El 2009 a Saint-Jean-sur-Mayenne hi havia 518 unitats fiscals que integraven 1.499 persones, la mediana anual d'ingressos fiscals per persona era de 19.417 €.

### Activitats econòmiques
Dels 39 establiments que hi havia el 2007, 3 eren d'empreses extractives, 2 d'empreses alimentàries, 1 d'una empresa de fabricació de material elèctric, 3 d'empreses de fabricació d'altres productes industrials, 9 d'empreses de construcció, 7 d'empreses de comerç i reparació d'automòbils, 2 d'empreses de transport, 1 d'una empresa d'hostatgeria i restauració, 2 d'empreses financeres, 5 d'empreses de serveis i 4 d'empreses classificades com a «altres activitats de serveis».
Dels 11 establiments de servei als particulars que hi havia el 2009, 2 eren tallers de reparació d'automòbils i de material agrícola, 1 paleta, 2 guixaires pintors, 3 fusteries, 1 electricista i 2 perruqueries.
L'únic establiment comercial que hi havia el 2009 era una fleca.
L'any 2000 a Saint-Jean-sur-Mayenne hi havia 30 explotacions agrícoles que ocupaven un total de 1.240 hectàrees.

## Equipaments sanitaris i escolars
El 2009 hi havia 1 escola elemental i 1 escola elemental integrada dins d'un grup escolar amb les comunes properes formant una escola dispersa.

## Poblacions més properes
El següent diagrama mostra les poblacions més properes.